# Manuel Alberca
Manuel Alberca Serrano (Arenales de San Gregorio, Ciudad Real, 1951) es un crítico literario y biógrafo español. Es, además, catedrático de Literatura Española de la Universidad de Málaga (UMA). Está considerado, por los especialistas, el mejor biógrafo de Valle-Inclán.

## Biografía
Se doctoró en Filología Hispánica en la Universidad Complutense de Madrid (1981), con la tesis titulada Estructuras narrativas en las novelas de Severo Sarduy, dirigida por el profesor Benito Varela Jácome. Es catedrático de Literatura Española en la Universidad de Málaga y  miembro de la Unidad de Estudios Biográficos de la Universidad de Barcelona. Ha sido, asimismo, profesor invitado en las universidades de Toulouse, París, Tours, Berna, Bruselas, Passau, la Benemérita Universidad de Puebla (México) y la Universidad Nacional Autónoma de México (UNAM). 

## Obras
Ha publicado cerca de un centenar de trabajos sobre la literatura autobiográfica. Entre otras, destacan: 
- Severo Sarduy y el paradigma perdido, Málaga, 1988.
- Con Alberto Manuel Ruiz Campos y Manuel Ruiz Lagos, Cuestiones literarias sobre Juan Goytisolo, Sevilla, Universidad de Sevilla, 1992.
- La escritura invisible. Testimonios sobre el diario íntimo, prólogo de Philippe Lejeune, Sendoa, 2000.
- Valle-Inclán, la fiebre del estilo, "Biografías", Espasa,  2002.
- El pacto ambiguo. De la novela autobiográfica a la autoficción, prólogo de Justo Navarro, Biblioteca Nueva, 2007.
- La espada y la palabra. Vida de Valle-Inclán, XXVII Premio Comillas, Tusquets, 2015.
- La máscara o la vida. De la autoficción a la antificción, Pálido Fuego, 2017.
- Maestras de vida. Biografías y bioficciones, Pálido Fuego, 2021.
- El pacto ambiguo. De la novela autobiográfica a la autoficción (segunda edición revisada y ampliada), "La Zambrana", El Toro Celeste, 2024.

## Premios
- Premio Comillas de Biografía (2015) por La espada y la palabra. Vida de Valle-Inclán.[5]